# دانيال جريجوري
دانيال جريجوري (بالرومانية: Daniel Grigore)‏ هو مبارز بالسيف روماني، ولد في 22 يوليو 1969 في براشوف في رومانيا.

## وصلات خارجية
- دانيال جريجوري على موقع أوليمبيديا (الإنجليزية)